# 국제박물관협의회
국제박물관협의회(영어: International Council of Museums, ICOM)는 박물관 관련 국제 비정부 기구이다. 유네스코와 공식 관계를 유지하고, 유엔 경제 사회 이사회와 협의 상태인 단체이다. 1946년에 설립된 ICOM은 세계 지적 재산권 기구, 인터폴, 세계 관세 기구와 같은 기관과 파트너 관계를 맺고 있다. 문화재 불법 거래 근절, 자연 재해 또는 인재 발생 시 세계 문화 유산을 보호하기 위한 비상 대비를 포함한 국제 공공 서비스 임무를 수행하고 있다. ICOM 회원은 전 세계의 많은 박물관에 무료로 입장하거나 할인된 가격으로 입장할 수 있는 ICOM 회원 카드를 받는다.